# Octave Battaille
Pour les articles homonymes, voir Battaille.
Octave Désiré Joseph Battaille , né à Basècles, le 18 janvier 1848 et y décédé le 5 mars 1920 fut un homme politique belge francophone libéral.
Il fut industriel.
Il fut membre du parlement,, échevin et ensuite bourgmestre de Basècles.
Il est le père de César Battaille.